# Liste der Baudenkmale in Borkwalde
In der Liste der Baudenkmale in Borkwalde sind die Baudenkmale der brandenburgischen Gemeinde Borkwalde und ihrer Ortsteile aufgelistet. Grundlage ist die Veröffentlichung der Landesdenkmalliste mit dem Stand vom 31. Dezember 2020. Die Bodendenkmale sind in der Liste der Bodendenkmale in Borkwalde aufgeführt.

## Baudenkmale in den Ortsteilen
In den Spalten befinden sich folgende Informationen:
- ID-Nr.: Die Nummer wird vom Brandenburgischen Landesamt für Denkmalpflege vergeben. Ein Link hinter der Nummer führt zum Eintrag über das Denkmal in der Denkmaldatenbank. In dieser Spalte kann sich zusätzlich das Wort Wikidata befinden, der entsprechende Link führt zu Angaben zu diesem Denkmal bei Wikidata.
- Lage: die Adresse des Denkmales und die geographischen Koordinaten. Link zu einem Kartenansichtstool, um Koordinaten zu setzen. In der Kartenansicht sind Denkmale ohne Koordinaten mit einem roten beziehungsweise orangen Marker dargestellt und können in der Karte gesetzt werden. Denkmale ohne Bild sind mit einem blauen bzw. roten Marker gekennzeichnet, Denkmale mit Bild mit einem grünen beziehungsweise orangen Marker.
- Bezeichnung: Bezeichnung in den offiziellen Listen des Brandenburgischen Landesamtes für Denkmalpflege. Ein Link hinter der Bezeichnung führt zum Wikipedia-Artikel über das Denkmal.
- Beschreibung: die Beschreibung des Denkmales
- Bild: ein Bild des Denkmales und gegebenenfalls einen Link zu weiteren Fotos des Baudenkmals im Medienarchiv Wikimedia Commons

### Borkwalde
| ID-Nr.   | Lage   | Bezeichnung                                    | Beschreibung | Bild                                           |
| -------- | ------ | ---------------------------------------------- | --- | ---------------------------------------------- |
| 09190093 | (Lage) | Gedenkstein für Ernst Thälmann, im Ortszentrum | Der Gedenkstein für Ernst Thälmann befindet sich in der Mitte des Ortes an einem Kreisverkehr in der Nähe der Feuerwehr. Es ist ein unbearbeiteter Findling auf einem flachen, einstufigen Sockel mit der Inschrift: „Dem Sohn / des Volkes / Ernst Thälmann“. | Gedenkstein für Ernst Thälmann, im Ortszentrum |